# 入来院規重
入来院 規重（いりきいん のりしげ）は、江戸時代中期の薩摩藩士。薩摩入来領主、入来院氏21代当主。

## 生涯
天和2年（1682年）、都城島津家・島津久理の次男として生まれる。元禄11年（1698年）、入来院氏先代当主・入来院重堅が実家の日置島津家に帰家したため、元禄12年（1699年）正月22日に藩主・島津綱貴の命で入来院家を相続して又兵衛規重と称した。
同年3月、三番組御番頭となる。疱瘡により11月23日没。享年18。遺骸は実家の都城に運ばれ、隆祥寺に葬られた。
家督は島津光久の十七男（規重の叔父にあたる）の虎助（重矩）が養子となって相続した。